# AaaaaAAaaaAAAaaAAAAaAAAAA!!! — A Reckless Disregard for Gravity
AaaaaAAaaaAAAaaAAAAaAAAAA!!! - A Reckless Disregard for Gravity (abrégé en Aaaaa!) est un jeu vidéo indépendant de simulation de BASE jump développé par Dejobaan Games et distribué sur Steam. Il est sorti en 2009 sur PC (Windows).

## Système de jeu
Le jeu consiste à sauter la tête la première depuis le toit de l'immeuble le plus haut. Aaaaa! est en 3D et en vue à la première personne. Le joueur gagne des points en fracassant des cibles au cours de sa chute, et en évitant de périr lors de l'arrivée au sol.

## Accueil

### Critiques
Le jeu a obtenu des critiques globalement positives avec une moyenne de 81,8 % obtenue sur GameRankings et de 81 % sur l'agrégateur Metacritic.

### Récompenses
- Independent Games Festival 2010 : nommé dans la catégorie Excellence in Design[4].
- Gamasutra's Best of 2009 : mention dans la catégorie Meilleur jeu PC[5]